# Via Ripagrande
Via Ripagrande, a Ferrara, inizia dall'incrocio con corso Porta Reno e prosegue sino a corso Isonzo.

## Storia
Originariamente la via, lunga complessivamente quasi due chilometri, arrivava sino a Castel Tedaldo, demolito all'inizio del XVII secolo.
Fu tra le prime strade cittadine a nascere, in epoca medievale, ed anticamente iniziava vicino ad una chiesa della Madonnina, accanto alla Porta di Sotto, successivamente distrutta, che permetteva di uscire dalle mura per arrivare alla zona poi divenuta il quartiere di Quacchio (Il tratto che dall'incrocio con corso Porta Reno continua verso est in seguito è stato chiamato via Carlo Mayr).
A cominciare dall'anno 1279, il giorno di San Giorgio (il 24 di aprile), si tennero sull'intero tracciato della via corse di cavalli che partivano dalla contrada della Pioppa (il Quacchio appena ricordato) per arrivare a Castel Tedaldo (poi trasformato in Fortezza, poi in spianata o Piazza d'armi ed in seguito nel Quartiere Giardino).

### Origini del nome
Sino ai primi decenni del XX secolo esistevano due vie che poi sono state unificate ed in parte il loro sviluppo, in particolare per la parte più ad ovest, è stato ridimensionato. Erano via Ripagrande e via Capo di Ripagrande.
Storicamente, durante la prima fase di crescita della città dal Castrum bizantino, sorto ad est, gli insediamenti si concentrarono in direzione ovest, con le costruzioni che sorsero a ridosso del fiume Po, sulla sua riva settentrionale. La via fu così chiamata via Grande, o via di Ripagrande.
Per un certo periodo venne chiamata via Grande della Dogana per la presenza nel tratto poi divenuto via Carlo Mayr di un palazzo della gabella, trasferito in tempi successivi.

## Luoghi di interesse

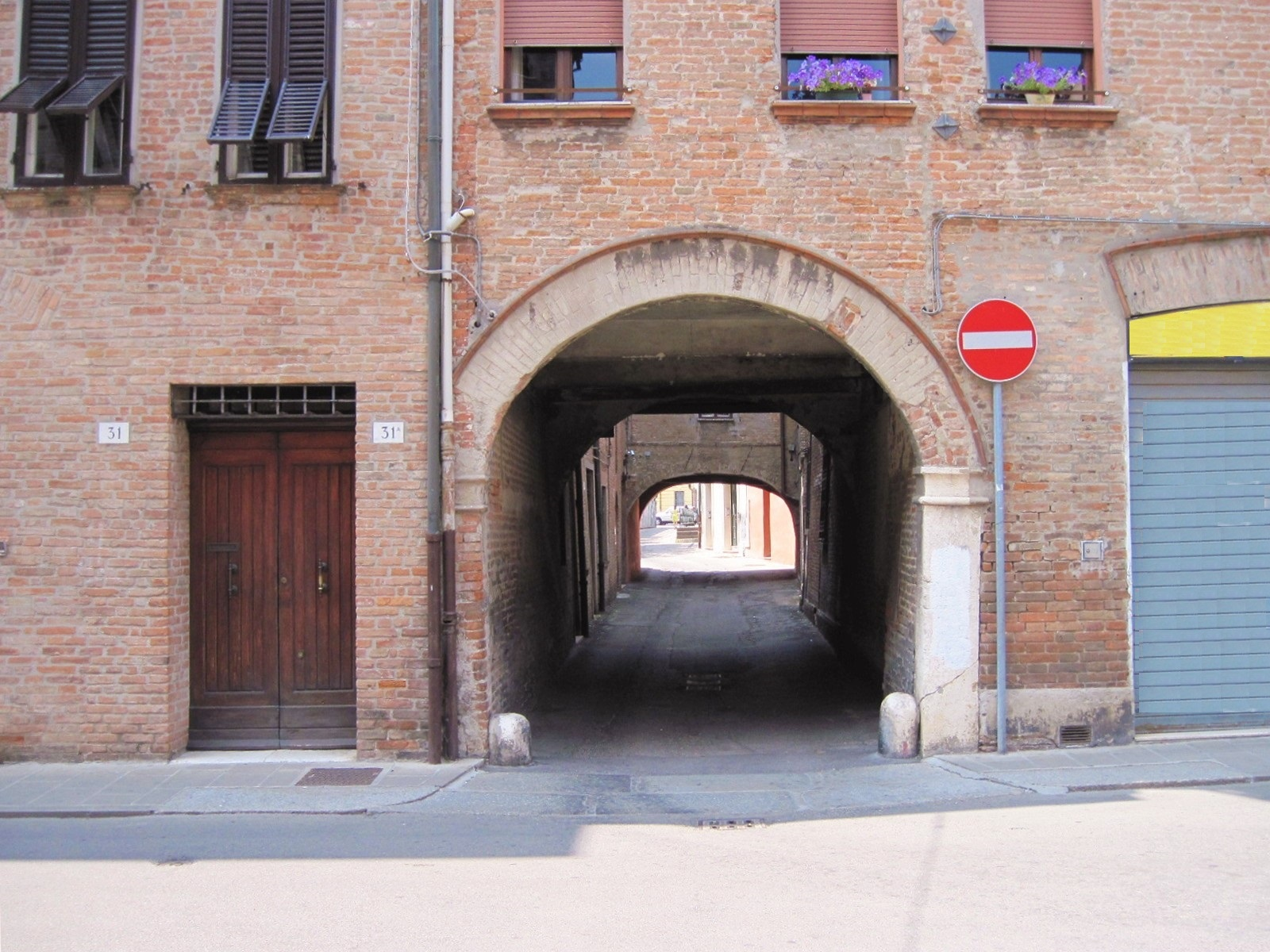
Vicolo del Chiozzino che si apre su via Ripagrande.

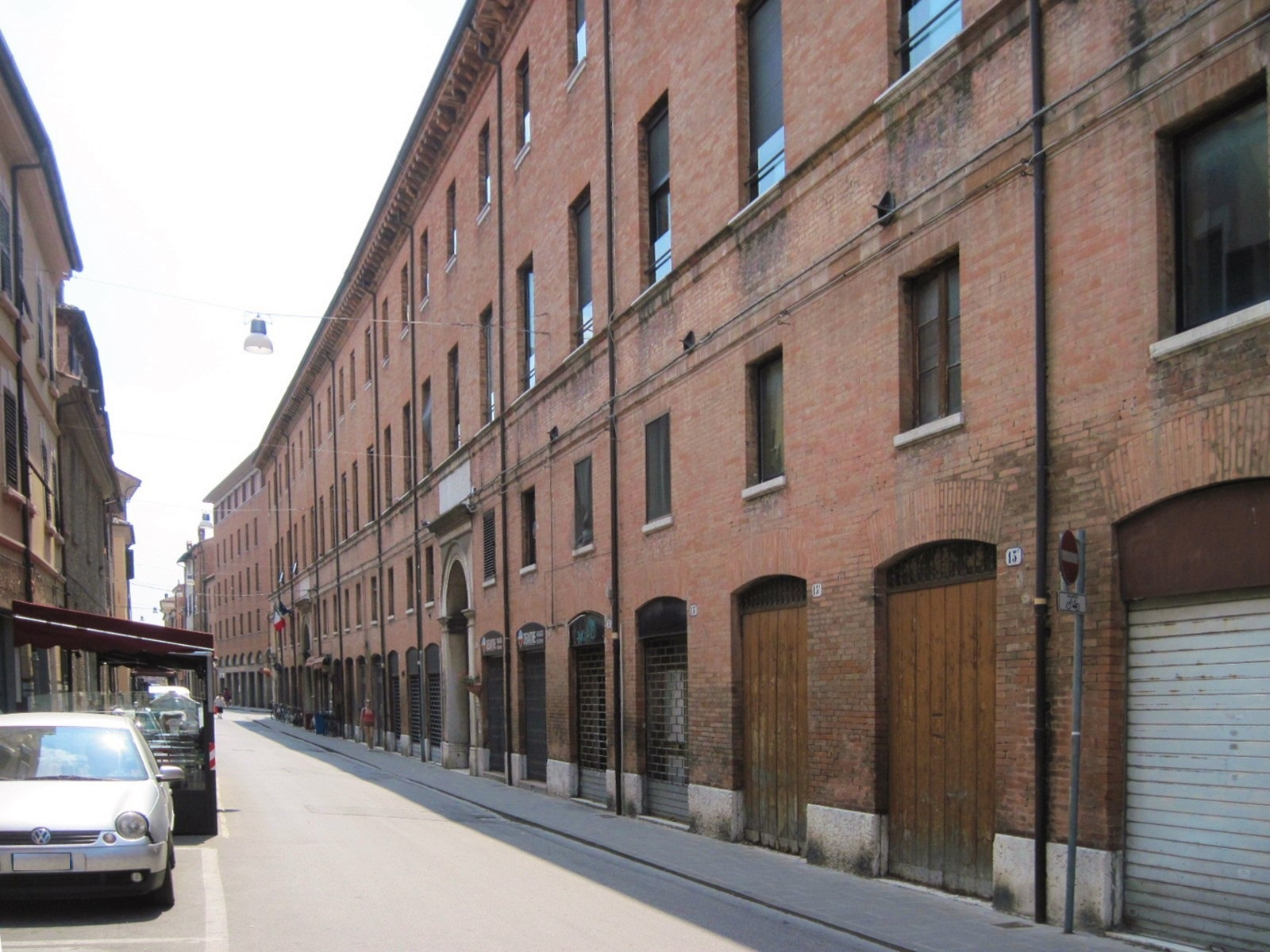
ASP Ferrara, ex Casa di Riposo per anziani.

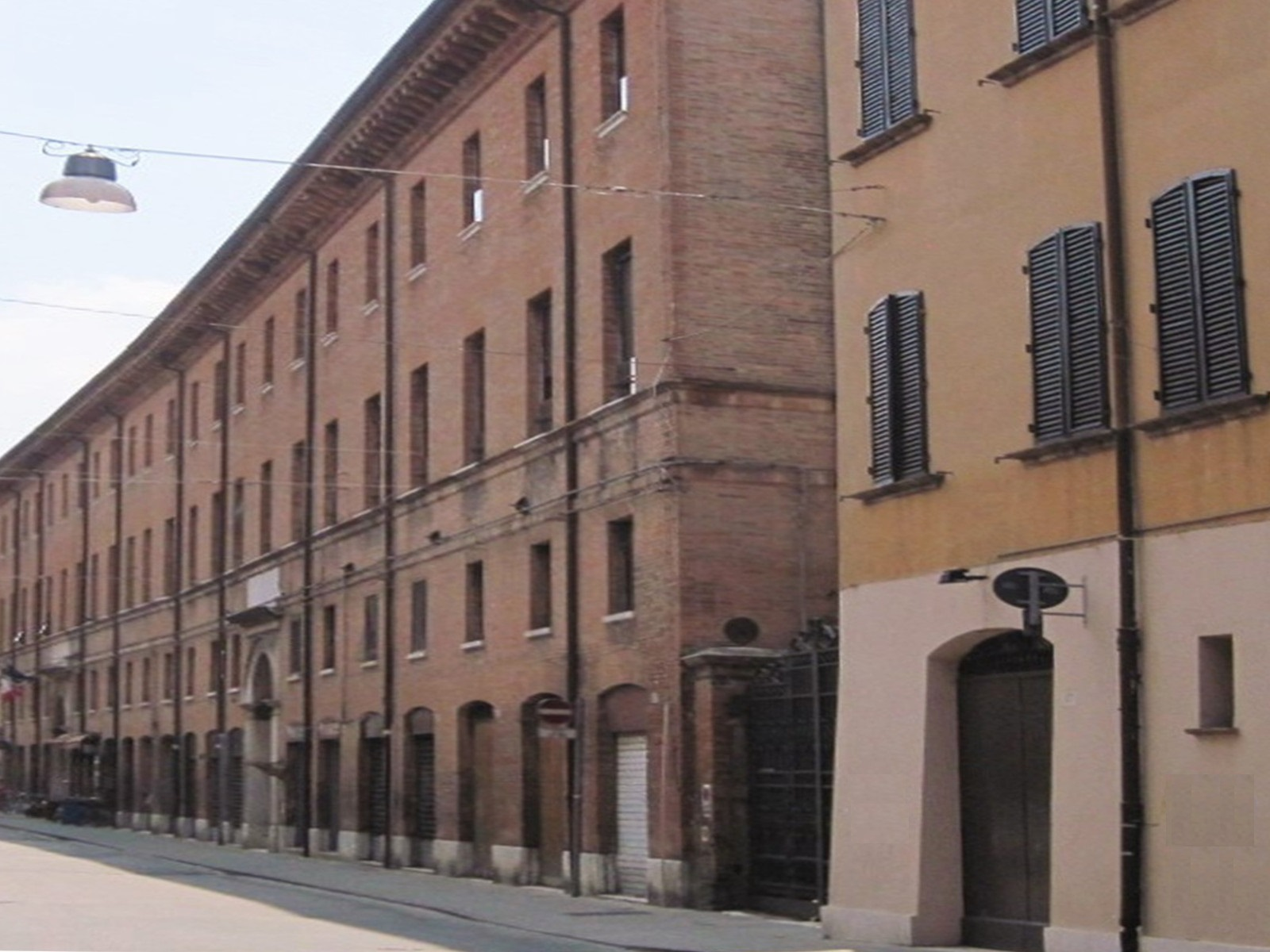
Vicolo tra edificio dell'ex Casa di Riposo e casa dei conti Beccaria, detto Cul di Venere.

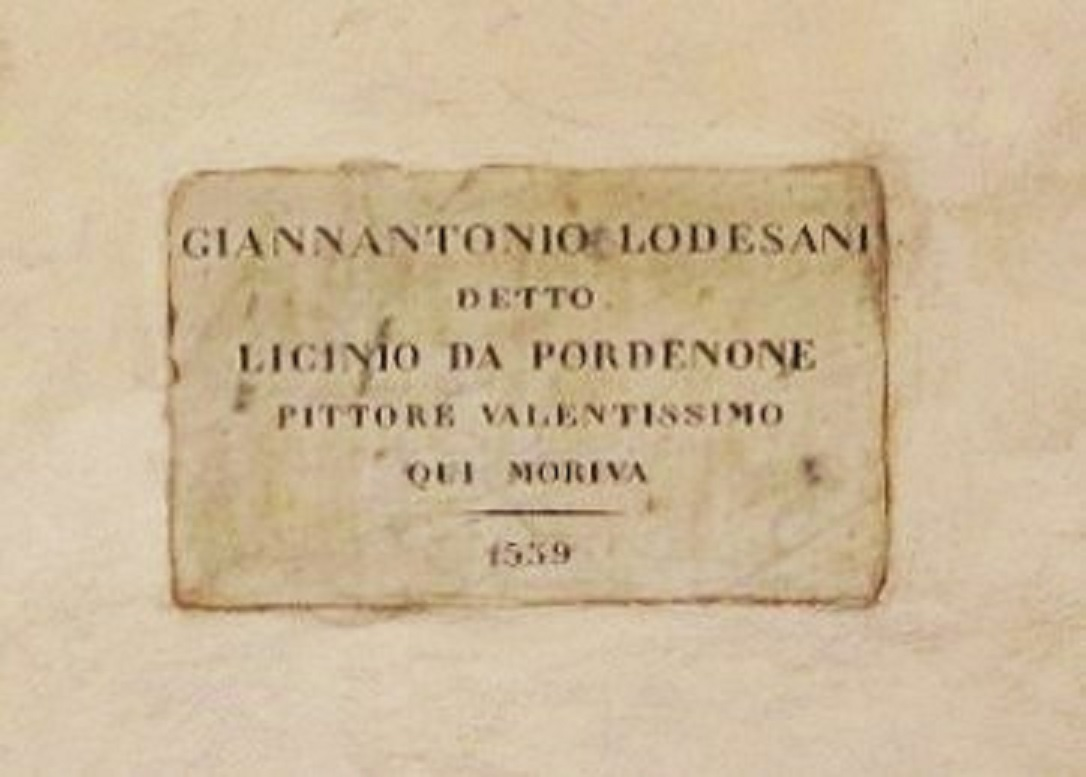
Targa che ricorda la morte del maestro Giannantonio Lodesani, detto Il Pordenone.

- Angolo con corso Porta Reno. Qui sin dal tempo degli estensi c'era la sede di un banco dei pegni gestito da ebrei, il Banco della Ripa. Attorno al 1481, prima che altri ebrei sefarditi giungessero a Ferrara a partire dal 1492, lo stesso Ercole I d'Este intervenne con molti soldati armati per fronteggiare una rivolta del popolo che accusava la famiglia ebraica dei da Riva di aver ucciso un bambino. Attualmente è sede del rinomato Panificio Cappelli.

- Il Vicolo del Chiozzino, legato ad un personaggio del XVIII secolo, Bartolomeo Chiozzi, al quale la tradizione popolare attribuisce fatti legati alla magia.[3]

- All'incrocio con corso Porta Reno sorge il complesso di quella che è stata la casa di riposo per anziani, fondata già come primo nucleo tra il 1471 ed il 1480 da Ercole I d'Este, inizialmente come deposito annonario e usata anche come conceria, poi più volte ampliata e rimaneggiata, diventando nel tempo Ospizio dell'Angelo e accogliendo alla fine del XIX secolo la Congregazione di Carità ed il Ricovero degli Anziani.

- Nell'edificio ex Casa di Riposo per Anziani morì nel 1539 il pittore veneto Giannantonio Lodesani, detto Licinio da Pordenone o semplicemente Il Pordenone.

- Il vicolo tra l'edificio dell'ex Casa di Riposo e la casa dei Conti Beccaria, chiuso da un cancello in ferro, venne detto Cul di Venere.[1]